# Белый острог (группа)
«Белый острог» — инструментальный дуэт Юрия Матвеева (гитара) и Артёма Якушенко (скрипка).

## История
Дуэт был основан в 1992 году, но первое выступление состоялось в 1986 году на Всесоюзном джазовом фестивале в Новосибирске, где музыканты были отмечены дипломами лучших исполнителей. После этого они работали в группе «Театр пилигримов» (Иркутск), создавая в это время музыку для спектаклей и гастролируя по стране и за рубежом (Перу, Германия). После фестиваля «Рок чистой воды» Юрий Матвеев и Артём Якушенко решили создать свой коллектив. Так появился «Белый острог».
Первый совместный магнитоальбом был записан за один день на берегу озера Байкал. Всего было выпущено более 10 магнитоальбомов.
В 1995—1997 годах музыканты провели гастрольные туры по Скандинавии, США, Латинской Америке, Западной Европе; были участниками международных фестивалей: 1995 год — в Финляндии в городе Турку, 1996 год — в Неваде, США, 1997 год — фестиваль NaNa в Норвегии.
С 1998 года дуэт работает в США и России.
Дуэтом написано много музыки для театральных постановок и кинопроектов как в России, так и за рубежом. Спектакль «Русальская сказка» с музыкой «Белого острога» получил гран-при на Международном фестивале театров кукол в городе Бекешчаба (Венгрия) в 1999 году. Балет «Любовь моя — цвет зелёный» (2001) по пьесе Федерико Гарсиа Лорки «Дом Бернарды Альбы», для которого дуэт написал музыку, номинировался на Российскую театральную премию «Золотая маска». Спектакль «Зимняя сказка» с их музыкой получил 1-ю премию на Международном фестивале театров кукол в городе Торунь (Польша) в 2002 году и «Золотую маску» в 2003 году. Были написаны саундтреки к сериалам «Next 2» (2001), «Next 3» (2003) и фильму «Граф Монтенегро» (2006).
В 2005 году в США вышел альбом Out of Nowhere, в записи которого принимали участие Майкл Брекер — тенор-саксофон (15-кратный обладатель Грэмми), Мину Синелу — перкуссии (работал с Майлсом Дейвисом и Стингом), Мэтт Гарисон — бас-гитара (работал с Джо Завинулом), Джордж Витти — синтезаторы (принимал участие в записи последнего альбома Карлоса Сантаны), Дон Байрон — легендарный кларнетист, Ричард Бона — бас-гитара, вокал (работал с Чиком Кориа, сейчас работает с Пэтом Мэтини), Нина Хеннесси — вокал (пела в стартовом составе мюзикла «Cats»), Детский хор Нью-Йорка и другие.
Специально для выпуска этого альбома Майкл Брекер открыл новый лейбл «WA Records».
Дуэт часто гастролирует по Европе и США, а также принимает участие в престижных международных фестивалях.

## Состав
- Юрий Матвеев — электрогитара соло, электроакустическая гитара.
- Артём Якушенко — электроакустическая скрипка, мандолина.

## Дискография
| Год  | Название                          | Комментарий |
| ---- | --------------------------------- | --- |
| 1995 | Peculiar Reality                  | 1-й альбом «Белого острога». Студийный альбом |
| 1996 | Пещера древних                    | 2-й альбом «Белого острога». Студийный альбом |
| 1997 | Забытое имя                       | 3-й альбом «Белого острога». Студийный альбом |
| 2000 | Out of the Woods                  | 4-й альбом «Two Siberians». Студийный альбом |
| 2001 | Любовь моя — цвет зелёный         | 5-й альбом «Белого острога». Студийный альбом; музыка к одноименному балету по пьесе Федерико Гарсиа Лорки «Дом Бернарды Альбы» |
| 2002 | Двое из Сибири                    | 6-й альбом «Белого острога». Студийный альбом |
| 2002 | Next 2                            | 7-й альбом «Белого острога». Студийный альбом; саундтрек к сериалу «Next 2» |
| 2003 | Next 3                            | 8-й альбом «Белого острога». Студийный альбом; саундтрек к сериалу «Next 3» |
| 2004 | Два короля                        | 9-й альбом «Белого острога». Студийный альбом. Переиздан в 2011. |
| 2005 | Out of Nowhere                    | 10-й альбом «Two Siberians». Студийный альбом |
| 2005 | 6/8                               | 11-й альбом «Белого острога». Студийный альбом. Переиздан в 2012. |
| 2006 | Музыка к фильму «Граф Монтенегро» | 12-й альбом «Белого острога». Студийный альбом; саундтрек к фильму «Граф Монтенегро» |
| 2013 | Две сюиты (Two Suites)            | 13-й альбом «Two Siberians». Студийный альбом; включает "Балетную сюиту" из музыки к балету "Любовь моя — цвет зелёный" по пьесе Федерико Гарсиа Лорки «Дом Бернарды Альбы» и сюиту "Тайна базальтовых фигур", созданную под впечатлением от книги Колина Уилсона «Паразиты сознания». |
| 2017 | Сибирская сюита (Siberian Suite)  | 14-й альбом «Two Siberians». Студийный альбом. |
| 2019 | Kurjaan                           | 15-й альбом «Two Siberians». Студийный альбом; записан в Мумбаи (Индия) совместно с индийскими фолк-музыкантами. |
| 2020 | Live Studio Session               | Магнитоальбом. Записан 02.02.2020 года на Zavalinka Records. Russia. Продюсер и режиссер Николай Казанцев. |
| 2021 | Лабиринты вселенной               | Записано в Нижних Вырках под Калугой во время пандемии. |

## Фильмы с музыкой «Белого острога»
- Сериал «Next 2» (2001), режиссёр Олег Фомин
- Сериал «Next 3» (2003), режиссёр Олег Фомин
- «Граф Монтенегро» (2006), режиссёр Марина Мигунова